# Helmiopsis rigida
Helmiopsis rigida är en malvaväxtart. Helmiopsis rigida ingår i släktet Helmiopsis och familjen malvaväxter.

## Underarter
Arten delas in i följande underarter:
- H. r. guazumifolia
- H. r. parvifolia
- H. r. rigida